# Melanoplus goedeni
Melanoplus goedeni är en insektsart som beskrevs av Gurney och P.A. Buxton 1968. Melanoplus goedeni ingår i släktet Melanoplus och familjen gräshoppor. Inga underarter finns listade i Catalogue of Life.